# Тейлор, Леонард Кэмпбелл
Леонард Кэмпбелл Тейлор (англ. Leonard Campbell Taylor; 12 декабря 1874, Оксфорд — 1 июля 1969, Кембридж) — английский художник.
С 1895 по 1900 годы был студентом Королевской академии художеств.
Во время Первой мировой войны был официальным военным художником пехоты, затем ВМС Великобритании.